# Nikolaos Kalogeropoulos
Nikolaos Kalogeropoulos (grekiska: Νικόλαος Καλογερόπουλος), född 1851, död den 7 januari 1927, var en grekisk politiker.
Kalogeropoulos ägnade sig åt advokatyrket, blev mot 1870-talets slut deputerad och gjorde sig i parlamentet bemärkt som auktoritet i finansärenden. Han var justitieminister i Theotokis ministär 1903, inrikesminister i en ny ministär Theotokis 1905-09 samt var 1916 en kort tid (september-oktober) konseljpresident. Sedermera var han finansminister i Rallis sista ministär (november 1920-februari 1921) och blev därefter, närmast till följd av sitt anseende för ententevänlighet, utsedd att bilda ministär och själv överta utrikesministerposten. Han företrädde grekiska regeringen vid konferensen i London med de allierade och Turkiet februari-mars samma år, överlät därpå utrikesportföljen åt Baltazzis och nedlade i april även ministerpresidiet, som då övertogs av ministärens starkaste man, Gounaris. I dennes ministär blev Kalogeropoulos finansminister och avgick med denna i mars 1922. Efter grekernas stora militära nederlag i Mindre Asien fick Kalogeropoulos ånyo i uppdrag att bilda ministär (8 september), men misslyckades, och då kung Konstantin ett par veckor senare störtades genom en militärrevolt, blev även Kalogeropoulos liksom Gounaris, Baltazzis med flera häktad och åtalad för högförräderi. I motsats till de ovannämnda undgick han dödsstraffet; hans långa politiska bana var emellertid slut.